# Ateńska Hala Koncertowa
Ateńska Hala Koncertowa – sala koncertowa znajdująca się przy Vasilissis Sofias Avenue w Atenach, w Grecji.
Hala została zainaugurowana w 1991 roku z dwiema salami. Od tego czasu została rozbudowana o dwie kolejne sale i obecnie ma ich w sumie cztery: dwie duże i dwie mniejsze. Hala posiada optymalne udogodnienia dla przedstawień operowych, a niektóre opery są prezentowane w każdym sezonie.
Stacja Megaro Musikis ateńskiego metra znajduje się tuż obok hali, na linii 3.